# Рольф Даннеберг
Рольф Даннеберг (нім. Jürgen Schult, нар. 1 березня 1953, Гамбург, ФРН) — німецький легкоатлет, що спеціалізується на метанні диска, олімпійський чемпіон 1984 року, бронзовий призер Олімпійських ігор 1988 року.

## Кар'єра
| Рік             | Змагання         | Місто                | Місце           | Примітки        |                 |
| Представник ФРН | Представник ФРН  | Представник ФРН      | Представник ФРН | Представник ФРН | Представник ФРН |
| --------------- | ---------------- | -------------------- | --------------- | --------------- | --------------- |
| 1982            | Чемпіонат Європи | Афіни, Греція        | 15 (кв.)        | 59.44 м         |                 |
| 1984            | Олімпійські ігри | Лос-Анджелес, США    | 1               | 66.60 м         |                 |
| 1986            | Чемпіонат Європи | Штутгарт, Німеччина  | 11              | 61.60 м         |                 |
| 1987            | Чемпіонат світу  | Рим, Італія          | 4               | 65.96 м         |                 |
| 1988            | Олімпійські ігри | Сеул, Південна Корея | 3               | 67.38 м         |                 |
| 1990            | Чемпіонат Європи | Спліт, Югославія     | 6               | 63.08 м         |                 |